# Nowa seria Alfred Hitchcock przedstawia
Alfred Hitchcock znów przedstawia  (ang. The New Alfred Hitchcock Presents) – amerykański serial będący antologią, na którą składały się wyreżyserowane przez różnych reżyserów krótkie filmiki kryminalne.

## Krótki opis
Sukces seriali Alfred Hitchcock przedstawia (1955-58) i Spotkanie z Alfredem Hitchcockiem (1962-65) sprawił, że w latach osiemdziesiątych postanowiono powrócić do dawnego pomysłu, wykorzystując niezwykłą popularność Hitchcocka. Tak, już po śmierci Alfreda Hitchcocka (zm. 1980), powstał cykl The New Alfred Hitchcock Presents, którego pierwszy odcinek wyemitowano w 1985 r. Zrealizowano wówczas zarówno nowe wersje opowiadań prezentowanych w latach 50. i 60., jak i całkiem nowe filmy. Każdy odcinek – w hołdzie reżyserowi – rozpoczynał się wstawką archiwalną (aczkolwiek koloryzowaną) prezentującą jego słynne komentarze.

## Obsada
- Bernard Behrens jako dr Parks (3 odcinki)[1]
- Cynthia Belliveau jako Dana Benson (3 odcinki)
- David B. Nichols jako detektyw Frank Weston (3 odcinki)
- Kathleen Quinlan jako Ann Foley (2 odcinki)
- Edward Woodward jako Drummond (2 odcinki)
- Brian Bedford jako Sherlock Holmes (2 odcinki)
- Bruce Gray jako Billy Pearson (2 odcinki)
- Peter Spence jako Andrew/Duke (2 odcinki)
- Melissa Sue Anderson jako Laura Donovan (2 odcinki)
- Kate Trotter jako Margaret Lord (2 odcinki)
- Ann-Marie MacDonald jako Denise Tyler (2 odcinki)
- Lawrence Dane jako Joe Metcalf (2 odcinki)
- Robert Wisden jako Mike Johnson (2 odcinki)
- Carolyn Dunn jako Alicia Barclay (2 odcinki)
- Parker Stevenson jako Lance Richards (2 odcinki)
- Cedric Smith jako Paul Stevens (2 odcinki)
- Patricia Collins jako dr Winton (2 odcinki)